# Sofia Guglielmina di Sassonia-Coburgo-Saalfeld
Sofia Guglielmina di Sassonia-Coburgo-Saalfeld (Saalfeld, 9 agosto 1693 – Rudolstadt, 4 dicembre 1727) fu una principessa della Sassonia-Coburgo-Saalfeld e principessa consorte di Schwarzburg-Rudolstadt.

## Biografia

### Infanzia
Era figlia del duca Giovanni Ernesto di Sassonia-Coburgo-Saalfeld e della seconda moglie Carlotta Giovanna di Waldeck-Wildungen.

### Politiche matrimoniali
La politica matrimoniale intrapresa da Giovanni Ernesto era tesa a creare con un doppio matrimonio l'alleanza tra i Wettin di Sassonia-Coburgo-Saalfeld e i Schwarzburg-Rudolstadt.
Sofia Guglielmina venne così destinata a sposare Federico Antonio di Schwarzburg-Rudolstadt. Un altro matrimonio venne poi celebrato tra il fratello di Sofia, Francesco Giosea, e la sorella di Federico Antonio Anna Sofia di Schwarzburg-Rudolstadt.
Questa alleanza politica tra i due Stati comportò anche un legame religioso tra la Sassonia-Coburgo-Saalfeld e il tribunale ecclesiastico di Rudolstadt, che significò una promozione del pietismo in tutta la Sassonia-Coburgo-Saalfeld.

### Matrimonio
Le nozze di Sofia Guglielmina vennero celebrate a Saalfeld l'8 febbraio 1720. Dall'unione nacquero tre figli.
Il matrimonio terminò dopo sette anni con la morte di Sofia nel 1727.

### Morte
La Principessa morì a Rudolstadt il 4 dicembre 1727.

## Discendenza
Sofia Guglielmina e Federico Antonio di Schwarzburg-Rudolstadt ebbero tre figli:
- Giovanni Federico, Principe di Schwarzburg-Rudolstadt (Rudolstadt, 8 gennaio 1721-Rudolstadt, 10 luglio 1767), sposò nel 1744 Bernardina Cristiana di Sassonia-Weimar;
- Sofia Guglielmina (Rudolstadt, 4 dicembre 1723-Rudolstadt, 6 dicembre 1723);
- Sofia Albertina (Rudolstadt, 30 luglio 1724-Rudolstadt, 5 aprile 1799).

## Ascendenza
|                                                |                                  |                                        | Genitori                                |  |  | Nonni |  |  | Bisnonni                       |  |  | Trisnonni                             |  |
|                                                |                                  |                                        |                                         |  |  |       |  |  | Giovanni II di Sassonia-Weimar |  |  | Giovanni Guglielmo di Sassonia-Weimar |  |
|                                                |                                  |                                        |                                         |  |  |       |  |  | Giovanni II di Sassonia-Weimar |  |  | Giovanni Guglielmo di Sassonia-Weimar |  |
|                                                |                                  | Dorotea Susanna di Wittelsbach-Simmern |                                         |  |  |       |  |  | Giovanni II di Sassonia-Weimar |  |  |                                       |  |
| Ernesto I di Sassonia-Gotha-Altenburg          |                                  |                                        |                                         |  |  |       |  |  | Giovanni II di Sassonia-Weimar |  |  |                                       |  |
|                                                |                                  | Dorotea Maria di Anhalt                | Gioacchino Ernesto di Anhalt            |  |  |       |  |  |                                |  |  |                                       |  |
|                                                |                                  | Dorotea Maria di Anhalt                | Gioacchino Ernesto di Anhalt            |  |  |       |  |  |                                |  |  |                                       |  |
|                                                |                                  | Dorotea Maria di Anhalt                | Eleonora del Württemberg                |  |  |       |  |  |                                |  |  |                                       |  |
| Giovanni Ernesto di Sassonia-Coburgo-Saalfeld  |                                  | Dorotea Maria di Anhalt                |                                         |  |  |       |  |  |                                |  |  |                                       |  |
|                                                |                                  | Giovanni Filippo di Sassonia-Altenburg | Federico Guglielmo I di Sassonia-Weimar |  |  |       |  |  |                                |  |  |                                       |  |
|                                                |                                  | Giovanni Filippo di Sassonia-Altenburg | Federico Guglielmo I di Sassonia-Weimar |  |  |       |  |  |                                |  |  |                                       |  |
|                                                |                                  | Giovanni Filippo di Sassonia-Altenburg | Anna Maria del Palatinato-Neuburg       |  |  |       |  |  |                                |  |  |                                       |  |
| Elisabetta Sofia di Sassonia-Altenburg         |                                  | Giovanni Filippo di Sassonia-Altenburg |                                         |  |  |       |  |  |                                |  |  |                                       |  |
|                                                |                                  | Elisabetta di Brunswick-Wolfenbüttel   | Enrico Giulio di Brunswick-Lüneburg     |  |  |       |  |  |                                |  |  |                                       |  |
|                                                |                                  | Elisabetta di Brunswick-Wolfenbüttel   | Enrico Giulio di Brunswick-Lüneburg     |  |  |       |  |  |                                |  |  |                                       |  |
|                                                |                                  | Elisabetta di Brunswick-Wolfenbüttel   | Elisabetta di Danimarca                 |  |  |       |  |  |                                |  |  |                                       |  |
| Cristiano Ernesto di Sassonia-Coburgo-Saalfeld |                                  | Elisabetta di Brunswick-Wolfenbüttel   |                                         |  |  |       |  |  |                                |  |  |                                       |  |
|                                                | Filippo VII di Waldeck-Wildungen | Cristiano di Waldeck-Wildungen         |                                         |  |  |       |  |  |                                |  |  |                                       |  |
|                                                | Filippo VII di Waldeck-Wildungen | Cristiano di Waldeck-Wildungen         |                                         |  |  |       |  |  |                                |  |  |                                       |  |
|                                                | Filippo VII di Waldeck-Wildungen | Elisabetta di Nassau-Siegen            |                                         |  |  |       |  |  |                                |  |  |                                       |  |
| Giosia II di Waldeck-Wildungen                 | Filippo VII di Waldeck-Wildungen |                                        |                                         |  |  |       |  |  |                                |  |  |                                       |  |
|                                                |                                  | Anna Caterina di Sayn-Wittgenstein     | Luigi II di Sayn-Wittgenstein           |  |  |       |  |  |                                |  |  |                                       |  |
|                                                |                                  | Anna Caterina di Sayn-Wittgenstein     | Luigi II di Sayn-Wittgenstein           |  |  |       |  |  |                                |  |  |                                       |  |
|                                                |                                  | Anna Caterina di Sayn-Wittgenstein     | Giuliana di Solms-Braunfels             |  |  |       |  |  |                                |  |  |                                       |  |
| Carlotta Giovanna di Waldeck-Wildungen         |                                  | Anna Caterina di Sayn-Wittgenstein     |                                         |  |  |       |  |  |                                |  |  |                                       |  |
|                                                |                                  | Guglielmo di Nassau-Hilchenbach        | Giovanni VII di Nassau-Siegen           |  |  |       |  |  |                                |  |  |                                       |  |
|                                                |                                  | Guglielmo di Nassau-Hilchenbach        | Giovanni VII di Nassau-Siegen           |  |  |       |  |  |                                |  |  |                                       |  |
|                                                |                                  | Guglielmo di Nassau-Hilchenbach        | Maddalena di Waldeck-Wildungen          |  |  |       |  |  |                                |  |  |                                       |  |
| Guglielmina Cristina di Nassau-Siegen          |                                  | Guglielmo di Nassau-Hilchenbach        |                                         |  |  |       |  |  |                                |  |  |                                       |  |
|                                                |                                  | Cristina di Erbach                     | Giorgio III di Erbach-Breuberg          |  |  |       |  |  |                                |  |  |                                       |  |
|                                                |                                  | Cristina di Erbach                     | Giorgio III di Erbach-Breuberg          |  |  |       |  |  |                                |  |  |                                       |  |
|                                                |                                  | Cristina di Erbach                     | Maria di Barby-Mühlingen                |  |  |       |  |  |                                |  |  |                                       |  |
|                                                |                                  | Cristina di Erbach                     |                                         |  |  |       |  |  |                                |  |  |                                       |  |